# Трисульфид дилютеция
Трисульфид дилютеция — бинарное неорганическое соединение
лютеция и серы с формулой Lu2S3,
серые кристаллы.

## Получение
- Постепенное нагревание стехиометрических количеств чистых веществ:

{\displaystyle {\mathsf {2Lu+3S\ {\xrightarrow {180-800^{o}C}}\ Lu_{2}S_{3}}}}
- Пропускание сероводорода через нагретый оксид лютеция:

{\displaystyle {\mathsf {Lu_{2}O_{3}+3H_{2}S\ {\xrightarrow {1160-1425^{o}C}}\ Lu_{2}S_{3}+3H_{2}O}}}

## Физические свойства
Трисульфид дилютеция образует серые кристаллы
тригональной сингонии,
пространственная группа R 3c,
параметры ячейки a = 0,6730 нм, c = 1,821 нм, Z = 6.